# Rognano
Rognano is een gemeente in de Italiaanse provincie Pavia (regio Lombardije) en telt 308 inwoners (31-12-2004). De oppervlakte bedraagt 9,2 km², de bevolkingsdichtheid is 21 inwoners per km².

## Demografie
Rognano telt ongeveer 127 huishoudens. Het aantal inwoners steeg in de periode 1991-2001 met 81,3% volgens cijfers uit de tienjaarlijkse volkstellingen van ISTAT.
| Jaar | Inwoneraantal |
| ---- | ------------- |
| 1991 | 107           |
| 2001 | 194           |

## Geografie
De gemeente ligt op ongeveer 95 m boven zeeniveau.
Rognano grenst aan de volgende gemeenten: Battuda, Casarile (MI), Giussago, Trovo, Vellezzo Bellini, Vernate (MI).